# Tour de Suisse 2016
Die 80. Tour de Suisse führte ab dem 11. Juni 2016 über neun Etappen. Sie ist ein Rennen der UCI WorldTour 2016. 

## Teilnehmer
Startberechtigt waren alle UCI WorldTeams. Dazu kamen vier Professional Continental Teams, die vom Veranstalter eine Wildcard erhielten.
| WorldTeams (18)- AG2R La Mondiale - Astana - BMC Racing Team - Cannondale - Dimension Data - Etixx-Quick Step - FDJ - Giant-Alpecin - IAM Cycling - Katusha - Lampre-Merida - Lotto-Soudal - Lotto NL-Jumbo - Movistar Team - Orica-GreenEDGE - Sky - Tinkoff - Trek-Segafredo Professional Continental Teams (4)- CCC Sprandi Polkowice - Roompot-Oranje Peloton - Team Roth - Verva ActiveJet |
| |

## Etappenübersicht
Die Tour de Suisse 2016 begann wie jene im Vorjahr mit einem Prolog im Kanton Zug, diesmal in Baar. Sie endete mit einem Alpenrundkurs in Davos/Klosters. 
Die neunte und letzte Etappe musste aufgrund widriger Wetterbedingungen verkürzt werden. Der Start erfolgte in La Punt statt in Davos. Damit war die Etappe nur 57 km statt der ursprünglich geplanten 118 km lang.
| Etappe    | Datum    | Etappenorte                | type                 | Länge (km) | Etappensieger       | Gesamtführender    |
| --------- | -------- | -------------------------- | -------------------- | ---------- | ------------------- | ------------------ |
| 1. Etappe | 11. Jun. | Baar – Baar                | Prolog               | 6,4        | Fabian Cancellara   | Fabian Cancellara  |
| 2. Etappe | 12. Jun. | Baar – Baar                | Mittelschwere Etappe | 187,6      | Peter Sagan         | Jürgen Roelandts   |
| 3. Etappe | 13. Jun. | Grosswangen – Rheinfelden  | Flachetappe          | 192,6      | Peter Sagan         | Peter Sagan        |
| 4. Etappe | 14. Jun. | Rheinfelden – Champagne    | Flachetappe          | 193        | Maximiliano Richeze | Peter Sagan        |
| 5. Etappe | 15. Jun. | Brig-Glis – Carì           | Hochgebirgsetappe    | 126,4      | Darwin Atapuma      | Pierre Latour      |
| 6. Etappe | 16. Jun. | Weesen – Amden             | Mittelschwere Etappe | 162,8      | Pieter Weening      | Wilco Kelderman    |
| 7. Etappe | 17. Jun. | Arbon – Sölden             | Hochgebirgsetappe    | 224,3      | Tejay van Garderen  | Warren Barguil     |
| 8. Etappe | 18. Jun. | Davos – Davos              | Einzelzeitfahren     | 16,8       | Ion Izagirre        | Miguel Ángel López |
| 9. Etappe | 19. Jun. | La Punt Chamues-ch – Davos | Hochgebirgsetappe    | 57         | Jarlinson Pantano   | Miguel Ángel López |

## Etappen

### 1. Etappe: Baar – Baar (EZF)
| Ergebnis und Gesamtklassement \| \| Fahrer \| Team \| Zeit \| \| --- \| ----------------- \| ------------------- \| ---------- \| \| 1. \| Fabian Cancellara \| Trek-Segafredo \| 7:38 min \| \| 2. \| Jürgen Roelandts \| Lotto Soudal \| + 0:01 min \| \| 3. \| Luke Durbridge \| Orica GreenEdge \| + 0:02 min \| \| 4. \| Martin Elmiger \| IAM Cycling \| + 0:06 min \| \| 5. \| Ion Izagirre \| Movistar Team \| + 0:06 min \| \| 6. \| Tim Wellens \| Lotto Soudal \| + 0:07 min \| \| 7. \| Johan Le Bon \| FDJ \| + 0:09 min \| \| 8. \| Silvan Dillier \| BMC Racing Team \| + 0:09 min \| \| 9. \| Gorka Izagirre \| Movistar Team \| + 0:10 min \| \| 10. \| Wilco Kelderman \| Team Lotto NL-Jumbo \| + 0:10 min \| |                   |                     |            |
| | Fahrer            | Team                | Zeit       |
| 1. | Fabian Cancellara | Trek-Segafredo      | 7:38 min   |
| 2. | Jürgen Roelandts  | Lotto Soudal        | + 0:01 min |
| 3. | Luke Durbridge    | Orica GreenEdge     | + 0:02 min |
| 4. | Martin Elmiger    | IAM Cycling         | + 0:06 min |
| 5. | Ion Izagirre      | Movistar Team       | + 0:06 min |
| 6. | Tim Wellens       | Lotto Soudal        | + 0:07 min |
| 7. | Johan Le Bon      | FDJ                 | + 0:09 min |
| 8. | Silvan Dillier    | BMC Racing Team     | + 0:09 min |
| 9. | Gorka Izagirre    | Movistar Team       | + 0:10 min |
| 10. | Wilco Kelderman   | Team Lotto NL-Jumbo | + 0:10 min |

### 2. Etappe: Baar – Baar
|     | Fahrer                      | Team                | Zeit       |
| --- | --------------------------- | ------------------- | ---------- |
| 1.  | Peter Sagan                 | Tinkoff             | 4:35:19 h  |
| 2.  | Maximiliano Richeze         | Etixx-Quick Step    | + 0:00 min |
| 3.  | Michael Matthews            | Orica GreenEdge     | + 0:00 min |
| 4.  | Magnus Cort                 | Orica GreenEdge     | + 0:00 min |
| 5.  | Jürgen Roelandts            | Lotto Soudal        | + 0:00 min |
| 6.  | Jasper Stuyven              | Trek-Segafredo      | + 0:00 min |
| 7.  | Danny van Poppel            | Team Sky            | + 0:03 min |
| 8.  | Reinardt Janse van Rensburg | Team Dimension Data | + 0:03 min |
| 9.  | Sven Erik Bystrøm           | Team Katusha        | + 0:03 min |
| 10. | Tom Van Asbroeck            | Team Lotto NL-Jumbo | + 0:03 min |

|     | Fahrer            | Team            | Zeit       |
| --- | ----------------- | --------------- | ---------- |
| 1.  | Jürgen Roelandts  | Lotto Soudal    | 4:42:56 h  |
| 2.  | Fabian Cancellara | Trek-Segafredo  | + 0:01 min |
| 3.  | Luke Durbridge    | Orica GreenEdge | + 0:06 min |
| 4.  | Peter Sagan       | Tinkoff         | + 0:10 min |
| 5.  | Martin Elmiger    | IAM Cycling     | + 0:10 min |
| 6.  | Ion Izagirre      | Movistar Team   | + 0:10 min |
| 7.  | Tim Wellens       | Lotto Soudal    | + 0:11 min |
| 8.  | Johan Le Bon      | FDJ             | + 0:13 min |
| 9.  | Silvan Dillier    | BMC Racing Team | + 0:13 min |
| 10. | Gorka Izagirre    | Movistar Team   | + 0:14 min |

### 3. Etappe: Grosswangen – Rheinfelden
|     | Fahrer              | Team               | Zeit       |
| --- | ------------------- | ------------------ | ---------- |
| 1.  | Peter Sagan         | Tinkoff            | 4:31:17 h  |
| 2.  | Michael Albasini    | Orica GreenEdge    | + 0:00 min |
| 3.  | Silvan Dillier      | BMC Racing Team    | + 0:00 min |
| 4.  | Maximiliano Richeze | Etixx-Quick Step   | + 0:03 min |
| 5.  | Jürgen Roelandts    | Lotto Soudal       | + 0:03 min |
| 6.  | Jhonatan Restrepo   | Team Katusha       | + 0:03 min |
| 7.  | Michael Matthews    | Orica GreenEdge    | + 0:03 min |
| 8.  | Rui Costa           | Lampre-Merida      | + 0:03 min |
| 9.  | Simon Geschke       | Team Giant-Alpecin | + 0:03 min |
| 10. | Christopher Juul    | Orica GreenEdge    | + 0:03 min |

|     | Fahrer           | Team                | Zeit       |
| --- | ---------------- | ------------------- | ---------- |
| 1.  | Peter Sagan      | Tinkoff             | 9:14:13 h  |
| 2.  | Jürgen Roelandts | Lotto Soudal        | + 0:03 min |
| 3.  | Silvan Dillier   | BMC Racing Team     | + 0:03 min |
| 4.  | Ion Izagirre     | Movistar Team       | + 0:13 min |
| 5.  | Tim Wellens      | Lotto Soudal        | + 0:14 min |
| 6.  | Gorka Izagirre   | Movistar Team       | + 0:17 min |
| 7.  | Wilco Kelderman  | Team Lotto NL-Jumbo | + 0:17 min |
| 8.  | Michael Matthews | Orica GreenEdge     | + 0:18 min |
| 9.  | Geraint Thomas   | Team Sky            | + 0:19 min |
| 10. | Simon Geschke    | Team Giant-Alpecin  | + 0:20 min |

### 4. Etappe: Rheinfelden – Champagne
|     | Fahrer              | Team                   | Zeit       |
| --- | ------------------- | ---------------------- | ---------- |
| 1.  | Maximiliano Richeze | Etixx-Quick Step       | 5:08:21 h  |
| 2.  | Fernando Gaviria    | Etixx-Quick Step       | + 0:00 min |
| 3.  | Peter Sagan         | Tinkoff                | + 0:00 min |
| 4.  | Tom Van Asbroeck    | Team Lotto NL-Jumbo    | + 0:02 min |
| 5.  | Jasper Stuyven      | Trek-Segafredo         | + 0:02 min |
| 6.  | Magnus Cort         | Orica GreenEdge        | + 0:02 min |
| 7.  | Raymond Kreder      | Roompot Oranje Peloton | + 0:02 min |
| 8.  | Andrea Pasqualon    | Team Roth              | + 0:02 min |
| 9.  | Jürgen Roelandts    | Lotto Soudal           | + 0:02 min |
| 10. | Warren Barguil      | Team Giant-Alpecin     | + 0:02 min |

|     | Fahrer              | Team                | Zeit       |
| --- | ------------------- | ------------------- | ---------- |
| 1.  | Peter Sagan         | Tinkoff             | 14:22:30 h |
| 2.  | Jürgen Roelandts    | Lotto Soudal        | + 0:09 min |
| 3.  | Silvan Dillier      | BMC Racing Team     | + 0:09 min |
| 4.  | Maximiliano Richeze | Etixx-Quick Step    | + 0:17 min |
| 5.  | Ion Izagirre        | Movistar Team       | + 0:19 min |
| 6.  | Tim Wellens         | Lotto Soudal        | + 0:20 min |
| 7.  | Gorka Izagirre      | Movistar Team       | + 0:23 min |
| 8.  | Wilco Kelderman     | Team Lotto NL-Jumbo | + 0:23 min |
| 9.  | Michael Matthews    | Orica GreenEdge     | + 0:24 min |
| 10. | Geraint Thomas      | Team Sky            | + 0:25 min |

### 5. Etappe: Brig-Glis – Carì
|     | Fahrer             | Team                        | Zeit       |
| --- | ------------------ | --------------------------- | ---------- |
| 1.  | Darwin Atapuma     | BMC Racing Team             | 3:41:52 h  |
| 2.  | Warren Barguil     | Team Giant-Alpecin          | + 0:04 min |
| 3.  | Pierre Latour      | AG2R La Mondiale            | + 0:07 min |
| 4.  | Tejay van Garderen | BMC Racing Team             | + 0:09 min |
| 5.  | Wilco Kelderman    | Team Lotto NL-Jumbo         | + 0:09 min |
| 6.  | Geraint Thomas     | Team Sky                    | + 0:12 min |
| 7.  | Andrew Talansky    | Cannondale Pro Cycling Team | + 0:12 min |
| 8.  | Rui Costa          | Lampre-Merida               | + 0:16 min |
| 9.  | Michele Scarponi   | Astana Pro Team             | + 0:16 min |
| 10. | Miguel Ángel López | Astana Pro Team             | + 0:16 min |

|     | Fahrer             | Team                        | Zeit       |
| --- | ------------------ | --------------------------- | ---------- |
| 1.  | Pierre Latour      | AG2R La Mondiale            | 18:04:54 h |
| 2.  | Wilco Kelderman    | Team Lotto NL-Jumbo         | + 0:00 min |
| 3.  | Geraint Thomas     | Team Sky                    | + 0:05 min |
| 4.  | Warren Barguil     | Team Giant-Alpecin          | + 0:16 min |
| 5.  | Tejay van Garderen | BMC Racing Team             | + 0:18 min |
| 6.  | Andrew Talansky    | Cannondale Pro Cycling Team | + 0:19 min |
| 7.  | Gorka Izagirre     | Movistar Team               | + 0:27 min |
| 8.  | Ion Izagirre       | Movistar Team               | + 0:30 min |
| 9.  | Miguel Ángel López | IAM Cycling                 | + 0:34 min |
| 10. | Jarlinson Pantano  | IAM Cycling                 | + 0:34 min |

### 6. Etappe: Weesen – Amden
|     | Fahrer              | Team                        | Zeit       |
| --- | ------------------- | --------------------------- | ---------- |
| 1.  | Pieter Weening      | Roompot Oranje Peloton      | 4:33:47 h  |
| 2.  | Maximiliano Richeze | Etixx-Quick Step            | + 2:37 min |
| 3.  | Maciej Paterski     | CCC Sprandi Polkowice       | + 3:57 min |
| 4.  | Kristijan Koren     | Cannondale Pro Cycling Team | + 4:13 min |
| 5.  | Wilco Kelderman     | Team Lotto NL-Jumbo         | + 4:31 min |
| 6.  | Andrew Talansky     | Cannondale Pro Cycling Team | + 4:31 min |
| 7.  | Warren Barguil      | Team Giant-Alpecin          | + 4:31 min |
| 8.  | Ion Izagirre        | Movistar Team               | + 4:35 min |
| 9.  | Miguel Ángel López  | Astana Pro Team             | + 0:02 min |
| 10. | Simon Špilak        | Team Katusha                | + 4:39 min |

|     | Fahrer             | Team                        | Zeit       |
| --- | ------------------ | --------------------------- | ---------- |
| 1.  | Wilco Kelderman    | Team Lotto NL-Jumbo         | 22:43:13 h |
| 2.  | Warren Barguil     | Team Giant-Alpecin          | + 0:16 min |
| 3.  | Andrew Talansky    | Cannondale Pro Cycling Team | + 0:19 min |
| 4.  | Ion Izagirre       | Movistar Team               | + 0:34 min |
| 5.  | Miguel Ángel López | Astana Pro Team             | + 0:39 min |
| 6.  | Pierre Latour      | AG2R La Mondiale            | + 0:51 min |
| 7.  | Simon Špilak       | Team Katusha                | + 0:52 min |
| 8.  | Geraint Thomas     | Team Sky                    | + 0:56 min |
| 9.  | Gorka Izagirre     | Movistar Team               | + 0:59 min |
| 10. | Jarlinson Pantano  | IAM Cycling                 | + 1:03 min |

### 7. Etappe: Arbon – Sölden
|     | Fahrer             | Team                        | Zeit       |
| --- | ------------------ | --------------------------- | ---------- |
| 1.  | Tejay van Garderen | BMC Racing Team             | 6:26:13 h  |
| 2.  | Miguel Ángel López | Astana Pro Team             | + 0:16 min |
| 3.  | Warren Barguil     | Team Giant-Alpecin          | + 0:16 min |
| 4.  | Jarlinson Pantano  | IAM Cycling                 | + 0:31 min |
| 5.  | Andrew Talansky    | Cannondale Pro Cycling Team | + 0:33 min |
| 6.  | Simon Špilak       | Team Katusha                | + 0:43 min |
| 7.  | Rui Costa          | Lampre-Merida               | + 0:49 min |
| 8.  | Ion Izagirre       | Movistar Team               | + 0:49 min |
| 9.  | Víctor de la Parte | CCC Sprandi Polkowice       | + 0:59 min |
| 10. | Jan Hirt           | CCC Sprandi Polkowice       | + 0:59 min |

|     | Fahrer             | Team                        | Zeit       |
| --- | ------------------ | --------------------------- | ---------- |
| 1.  | Warren Barguil     | Team Giant-Alpecin          | 29:09:53 h |
| 2.  | Miguel Ángel López | Astana Pro Team             | + 0:21 min |
| 3.  | Andrew Talansky    | Cannondale Pro Cycling Team | + 0:24 min |
| 4.  | Ion Izagirre       | Movistar Team               | + 0:55 min |
| 5.  | Jarlinson Pantano  | IAM Cycling                 | + 1:06 min |
| 6.  | Simon Špilak       | Astana Pro Team             | + 1:07 min |
| 7.  | Tejay van Garderen | BMC Racing Team             | + 1:31 min |
| 8.  | Geraint Thomas     | Team Sky                    | + 1:36 min |
| 9.  | Wilco Kelderman    | Team Lotto NL-Jumbo         | + 1:39 min |
| 10. | Rui Costa          | Team Sky                    | + 1:55 min |

### 8. Etappe: Davos/Klosters – Davos/Klosters (EZF)
|     | Fahrer               | Team                        | Zeit       |
| --- | -------------------- | --------------------------- | ---------- |
| 1.  | Ion Izagirre         | Movistar Team               | 21:31 min  |
| 2.  | Miguel Ángel López   | Astana Pro Team             | + 0:18 min |
| 3.  | Fabian Cancellara    | Trek-Segafredo              | + 0:19 min |
| 4.  | Wilco Kelderman      | Team Lotto NL-Jumbo         | + 0:21 min |
| 5.  | Andrew Talansky      | Cannondale Pro Cycling Team | + 0:23 min |
| 6.  | Jonathan Castroviejo | Movistar Team               | + 0:24 min |
| 7.  | Jarlinson Pantano    | IAM Cycling                 | + 0:25 min |
| 8.  | Michael Matthews     | Orica GreenEdge             | + 0:25 min |
| 9.  | Geraint Thomas       | Team Sky                    | + 0:33 min |
| 10. | Tejay van Garderen   | BMC Racing Team             | + 0:34 min |

|     | Fahrer             | Team                        | Zeit       |
| --- | ------------------ | --------------------------- | ---------- |
| 1.  | Miguel Ángel López | Astana Pro Team             | 29:32:03 h |
| 2.  | Andrew Talansky    | Cannondale Pro Cycling Team | + 0:08 min |
| 3.  | Ion Izagirre       | Movistar Team               | + 0:16 min |
| 4.  | Warren Barguil     | Team Giant-Alpecin          | + 0:18 min |
| 5.  | Jarlinson Pantano  | IAM Cycling                 | + 0:52 min |
| 6.  | Wilco Kelderman    | Team Lotto NL-Jumbo         | + 1:21 min |
| 7.  | Tejay van Garderen | BMC Racing Team             | + 1:26 min |
| 8.  | Geraint Thomas     | Team Sky                    | + 1:30 min |
| 9.  | Simon Špilak       | Team Sky                    | + 1:31 min |
| 10. | Rui Costa          | Lampre-Merida               | + 2:09 min |

### 9. Etappe: Davos/Klosters – Davos/Klosters
|     | Fahrer             | Team                        | Zeit       |
| --- | ------------------ | --------------------------- | ---------- |
| 1.  | Jarlinson Pantano  | IAM Cycling                 | 1:23:55 h  |
| 2.  | Sergei Tschernezki | Team Katusha                | + 0:00 min |
| 3.  | Ion Izagirre       | Movistar Team               | + 0:00 min |
| 4.  | Miguel Ángel López | Astana Pro Team             | + 0:00 min |
| 5.  | Tejay van Garderen | BMC Racing Team             | + 0:00 min |
| 6.  | Rui Costa          | Lampre-Merida               | + 0:00 min |
| 7.  | Warren Barguil     | Team Giant-Alpecin          | + 0:00 min |
| 8.  | Andrew Talansky    | Cannondale Pro Cycling Team | + 0:56 min |
| 9.  | Víctor de la Parte | CCC Sprandi Polkowice       | + 0:56 min |
| 10. | Joe Dombrowski     | Cannondale Pro Cycling Team | + 0:56 min |

|     | Fahrer             | Team                        | Zeit       |
| --- | ------------------ | --------------------------- | ---------- |
| 1.  | Miguel Ángel López | Astana Pro Team             | 30:55:58 h |
| 2.  | Ion Izagirre       | Movistar Team               | + 0:12 min |
| 3.  | Warren Barguil     | Team Giant-Alpecin          | + 0:18 min |
| 4.  | Jarlinson Pantano  | IAM Cycling                 | + 0:42 min |
| 5.  | Andrew Talansky    | Cannondale Pro Cycling Team | + 1:04 min |
| 6.  | Tejay van Garderen | BMC Racing Team             | + 1:26 min |
| 7.  | Rui Costa          | Lampre-Merida               | + 2:09 min |
| 8.  | Wilco Kelderman    | Team Lotto NL-Jumbo         | + 2:38 min |
| 9.  | Simon Špilak       | Team Katusha                | + 2:48 min |
| 10. | Sergei Tschernezki | Team Katusha                | + 5:08 min |

## Wertungstrikots
Die Tabelle zeigt den Führenden in der jeweiligen Wertung nach der jeweiligen Etappe an.
| Etappe         | Etappensieger       | Gesamtwertung      | Bergwertung     | Punktewertung       | Bester Schweizer  | Teamwertung  | Kämpferischster Fahrer |
| -------------- | ------------------- | ------------------ | --------------- | ------------------- | ----------------- | ------------ | ---------------------- |
| 1              | Fabian Cancellara   | Fabian Cancellara  | nicht vergeben  | Fabian Cancellara   | Fabian Cancellara | Lotto Soudal | nicht vergeben         |
| 2              | Peter Sagan         | Jürgen Roelandts   | Matthias Krizek | Fabian Cancellara   | Fabian Cancellara | Lotto Soudal | Marcel Wyss            |
| 3              | Peter Sagan         | Peter Sagan        | Antwan Tolhoek  | Peter Sagan         | Silvan Dillier    | Lotto Soudal | Silvan Dillier         |
| 4              | Maximiliano Richeze | Peter Sagan        | Antwan Tolhoek  | Peter Sagan         | Silvan Dillier    | Lotto Soudal | Jérémy Maison          |
| 5              | Darwin Atapuma      | Pierre Latour      | Antwan Tolhoek  | Peter Sagan         | Mathias Frank     | Team Sky     | Darwin Atapuma         |
| 6              | Pieter Weening      | Wilco Kelderman    | Antwan Tolhoek  | Maximiliano Richeze | Martin Elmiger    | Lotto Soudal | Pieter Weening         |
| 7              | Tejay van Garderen  | Warren Barguil     | Antwan Tolhoek  | Maximiliano Richeze | Martin Elmiger    | Team Katusha | Matthias Brändle       |
| 8              | Jon Izagirre        | Miguel Ángel López | Antwan Tolhoek  | Maximiliano Richeze | Martin Elmiger    | Team Katusha | Jon Izagirre           |
| 9              | Jarlinson Pantano   | Miguel Ángel López | Antwan Tolhoek  | Maximiliano Richeze | Martin Elmiger    | Team Katusha | Miguel Angel Lopez     |
| Wertungssieger | Wertungssieger      | Miguel Ángel López | Antwan Tolhoek  | Maximiliano Richeze | Martin Elmiger    | Team Katusha | nicht vergeben         |